# För Herrens ord vi ej ska skämmas
För Herrens ord vi ej ska skämmas (orig. För Herrens ord vi ej må skämmas) är en psalmtext av Arvid Hydén.

## Publicerad i
- Sions Sånger 1951 nr 53
- Sions Sånger 1981 som nr 40 under rubriken "Guds ord".
- Lova Herren 1988 som nr 226 under rubriken "Ordet".
- Lova Herren 2020 som nr 197 under rubriken "Ordet" med nyare texten bearbetad 2017.